# 橘三夏
橘 三夏（たちばな の みなつ）は、平安時代初期から前期にかけての貴族。参議・橘常主の子。子に長茂がいる。官位は従四位上・大宰大弐。

## 経歴
嘉祥3年（850年）正月に従五位下に叙爵。同年3月仁明天皇の崩御にあたり、初七日に功徳を修めるために近陵の七つの寺院に遣使が行われた際には基棟王らと共に木尾寺に、六七日の御斎会では薬師寺に遣わされている。仁寿4年（854年）散位頭に任ぜられるが、翌斉衡2年（855年）山城守として地方官に転じ、のち筑前守・大宰少弐と文徳朝後半から清和朝初頭にかけて地方官として九州に赴任した。
大宰少弐の任を終えて帰京後の貞観6年（864年）従五位上に叙せられる。翌貞観7年（865年）治部少輔に任ぜられると、のちに刑部大輔・大蔵大輔・左少弁・右中弁と清和朝の半ば以降は主に京官を務め、貞観17年（875年）までに正五位下まで昇進している。
陽成朝では大宰大弐と再び地方官を務め、元慶3年（879年）には従四位上に至っている。元慶4年（880年）1月13日卒去。最終官位は従四位上行大宰大弐。

## 官歴
『六国史』による。
- 時期不詳：正六位上
- 嘉祥3年（850年） 正月7日：従五位下。5月3日：見散位
- 仁寿4年（854年） 8月28日：散位頭
- 斉衡2年（855年） 正月15日：山城守
- 斉衡3年（856年） 正月12日：筑前守
- 天安2年（858年） 正月16日：大宰少弐
- 貞観3年（861年） 7月：解官（母服喪）。10月22日：大宰少弐
- 貞観6年（864年） 正月7日：従五位上、見前大宰少弐
- 貞観7年（865年） 3月9日：治部少輔。3月28日：刑部大輔
- 貞観8年（866年） 12月29日：次侍従
- 貞観9年（867年） 2月11日：大蔵大輔。7月1日：但馬守。9月16日：大蔵大輔
- 貞観12年（870年） 正月25日：左少弁
- 時期不詳：正五位下。右中弁。兼丹波権守
- 貞観17年（875年） 2月9日：築河内国堤使長官
- 時期不詳：大宰大弐
- 元慶3年（879年） 正月7日：従四位上
- 元慶4年（880年） 正月13日：卒去（従四位上行大宰大弐）

## 系譜
- 父：橘常主（787-826）
- 母：不詳
- 生母不明の子女
  - 男子：橘長茂